# 16705 Рейнгардт
16705 Рейнгардт (16705 Reinhardt) — астероїд головного поясу, відкритий 4 березня 1995 року.
Тіссеранів параметр щодо Юпітера — 3,462.